# حصار مليلية (1694-1696)
حصار مليلية 1694–1696 محاولة فاشلة لاسترجاع مدينة مليلية الواقعة شمال الإمبراطورية الشريفة، من الاحتلال الإسباني.

## خلفية تاريخية
بعد تعزيز سلطته، قرر السلطان مولاي إسماعيل وضع حد للوجود الأوروبي في البلاد. واعتمد في ذلك على الجيش الريفي الذي أسسه سنة 1678  ، والذي يتألف بشكل رئيسي من أمازيغ الريف المشهورين بمهارتهم القتالية. حقق المغرب عدة نجاحات ضد الإسبان، حيث حرر المعمورة عام 1681، والعرائش عام 1687، وأصيلة عام 1691. كما تم استعادة مدينة طنجة من الإنجليز سنة 1684. ومع ذلك، فشل سنة 1693 في محاولته لتحرير وهران من الاحتلال الإسباني.
احتل الإسبان مدينة مليلية منذ عام 1497  ، لكنها الحامية الإسبانية بالمدينة تعرضت لضغوط مستمرة من قبل قبائل الريف المجاورة  خاصة في أعوام 1667 و1678 و1679 و1687  ، حيث فقد الإسبان العديد من مواقعهم وتكبدوا خسائر فادحة.

## الحصار
في 3 شتنبر 1694، حاصر السلطان مولاي إسماعيل مليلية  ، المحصنة بسياج رباعي  ، بمساعدة جيش كبير مكون من قبائل القليعة والباكوية الريفية.كما أمر أيضًا بحصار سبتة.
وقاد الجيش الريفي هجوما على الساحة، صدته حامية مليلية الإسبانية. ثم فرض الجيش المخزني حصارًا على المدينة، مما جعل أي إمداد عن طريق البر مستحيلاً. بالإضافة إلى ذلك، حاول بعض سكان الريف المتحصنين في رأس الشوكات الثلاث ، في عدة مناسبات اعتراض بعض السفن المعزولة، وبالتالي قطع إمدادات المدينة عن طريق البحر. إلا أن المدينة امتنعت ، فتخلي عن الحصار أخيرًا في عام 1696.